# イプチ川
イプチ川（イプチがわ、ベラルーシ語: Іпуць; ロシア語: Ипуть、ラテン文字転写の例:Iput）は、ベラルーシ（マヒリョウ州）に発し、ロシアのスモレンスク州・ブリャンスク州を通り、ベラルーシのホメリ州でソジ川に合流する川である。ソジ川の左支流で、ドニエプル川水系に属する。総延長は437km、流域面積は10,900km2におよぶ。
マヒリョウ州のスモレンスク高地に水源がある。ロシアに入ってスラージの町を通り、ノヴォズィプコフをかすめ、ベラルーシに入ってドブルシの町を流れ、ベラルーシ第二の都市ホメリでソジ川に合流している。主な支流はヴォロニツァ川、ウネチャ川。
11月末には凍結し、春は3月末から4月初めごろに溶け始める。
ドブルシ付近の東ポリーシャ地域に位置する氾濫原にはヨーロッパハンノキ、オークなどの樹林および草地、フェンがあり、コキジバト、ホシハジロなどの鳥類およびAgabus clypealis、オウサマゲンゴロウモドキなどの昆虫が生息しており、ラムサール条約登録地である。

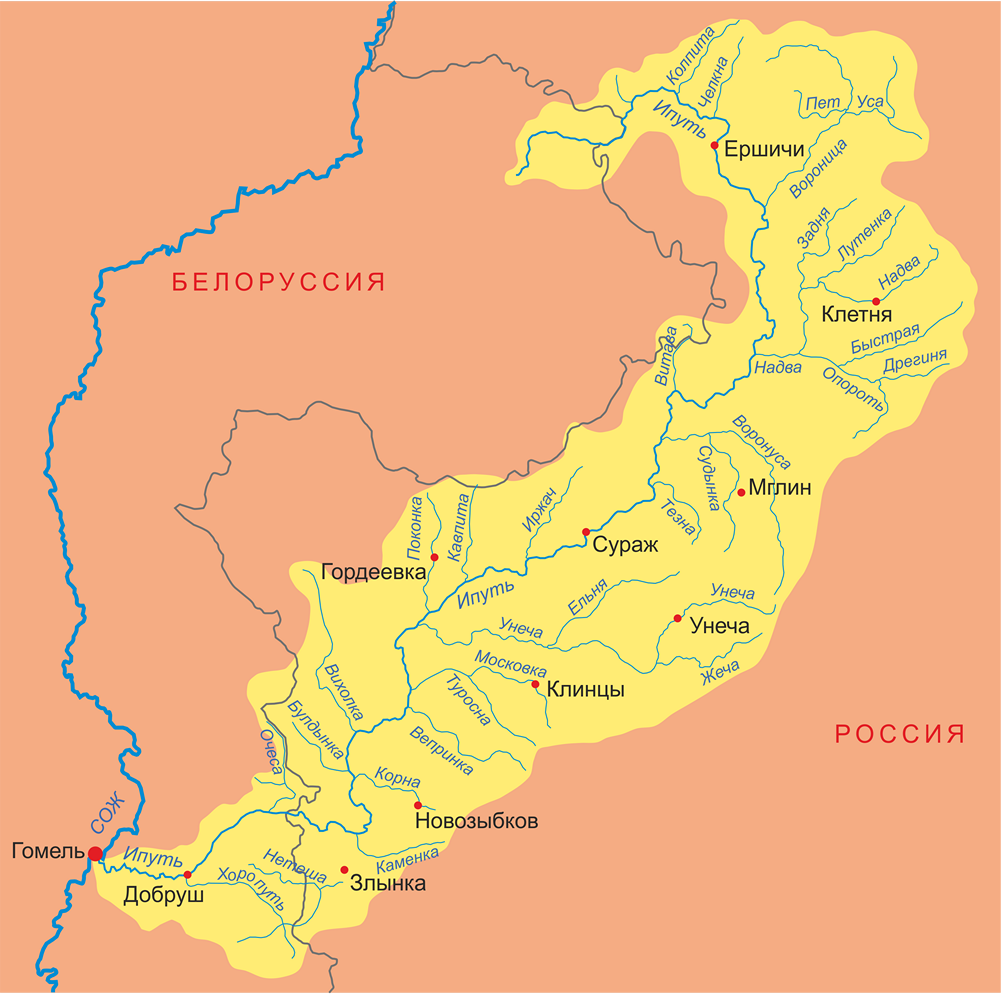
イプチ川流域地図（大部分がロシア,Россияを流れベラルーシ,Белоруссияに注ぐ）